# Kusięta
Kusięta – wieś w Polsce położona w województwie śląskim, w powiecie częstochowskim, w gminie Olsztyn.
W dobie Sejmu Wielkiego Kusięta należały do powiatu lelowskiego.
W latach 1975–1998 miejscowość administracyjnie należała do województwa częstochowskiego.

## Nazwa miejscowości
Do dawnych nazw miejscowości należą: „Koszęcin” oraz „Koszęta”. Nazwa dzierżawcza pochodzi od nazwy osobowej „Koszęt”. Część źródeł podaje nazwę „Kusz” (Kuś). Nazwa wsi pojawia się w źródłach historycznych w formie m.in.: w 1382 roku Coschanczyn, w 1458 roku Cuszantha, w 1459 roku Cusszantha, w 1464 roku Cussyantha, w latach 1470-80 Kusszyatha, w 1530 roku Cuszijąta, w 1533 roku Kvszyąta, w 1549 roku Kusyata, w 1564 roku Kuszienta.

## Części wsi
Na kartach historii zanotowano nazwy części miejscowości np.: w 1921 roku – wieś Kusięta Stare, kolonię Kusięta Tylne. W 1934 roku wymieniono: osadę Zielona Góra, nadleśnictwo Zielona Góra, wieś Kusięta, wieś Kusięta Tylne. W 1974 roku wymienione są Kusięta Duże i Kusięta Tylne. 

## Historia
Pierwsza wzmianka pochodzi z roku 1385. Wtedy to Władysław Opolczyk nadał ze wsi dziesięcinę miodową klasztorowi na Jasnej Górze. Wieś stanowiła własność królewską, należała do parafii we Mstowie, a następnie w Olsztynie. W 1787 roku we wsi królewskiej Kusięta posiadającej karczmę mieszkało 165 osób w tym 10 Żydów. W 1827 roku Kusięta, będące wsią rządową posiadały 42 domy i 237 mieszkańców. W 1880 roku podlegały gminie Rędziny. W 1911 roku przez wieś przeprowadzono linię kolejową nr 61 Częstochowa–Kielce na której znajduje się przystanek Kusięta Nowe. Niedaleko miejscowości znajdował się także, zlikwidowany już przystanek Kusięta. Wieś leży na pograniczu Parku Krajobrazowego Orlich Gniazd, na jej terenie znajduje się rezerwat przyrody Zielona Góra. 

## Oświata
- Szkoła Podstawowa w Kusiętach

## Sport
- LKS Orły Kusięta

## Ludzie związani z Kusiętami

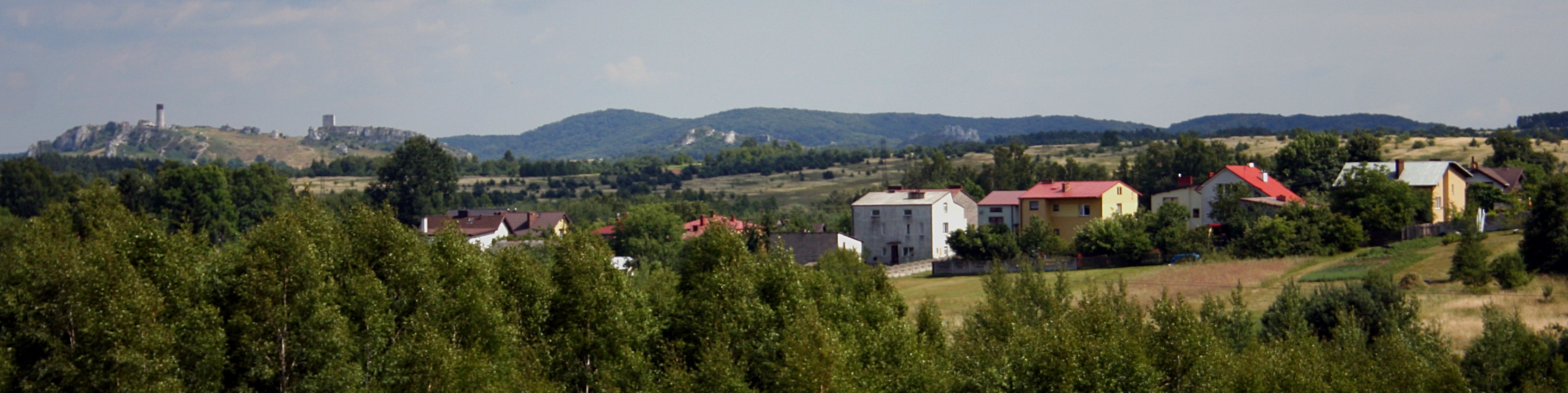
Widok miejscowości z rezerwatu Zielona Góra, po lewej zamek w Olsztynie

- Andrzej Kalinin